# Sena Marítim
El Sena Marítim (76) (en francès Seine-Maritime) és un departament francès situat a la regió de Normandia.

## Història
El departament del Sena Inferior (en francès Seine-Inférieure) va ser creat durant la Revolució Francesa, el 4 de març de 1790, a partir d'una part de l'antiga província de Normandia.
El 18 de gener de 1955, el departament prengué el nom de Sena Marítim.